# Coalición Nacionalista + Europa de los Pueblos
Coalición Nacionalista + Europa de los Pueblos (pol. Koalicja Nacjonalistyczna Europa Narodów) – sojusz zawiązany przez regionalne partie nacjonalistyczne w Hiszpanii związku z wyborami do Parlamentu Europejskiego w 1999.

## Historia
Koalicja była nawiązaniem do listy Coalición Nacionalista wystawionej w 1989 i 1994 oraz sojuszu Por la Europa de los Pueblos, który zgłosił swoje listy w hiszpańskich wyborach do PE w latach 1987, 1989 i 1994. W skład koalicji weszły: Baskijska Partia Nacjonalistyczna (PNV) i Unia Majorkańska (UM) – oba ugrupowania w 1994 były częścią Koalicji Nacjonalistycznej, jak również Eusko Alkartasuna i Esquerra Republicana de Catalunya, które wcześniej startowały z list Por Europa de los Pueblos.
Pierwsze cztery miejsca na liście zajęli: Josu Ortuondo (PNV), Gorka Knörr (EA), Miquel Mayol (ERC) i Jaume Fluxá (UM).
Koalicja uzyskała 614 tys. głosów (2,9%) w całej Hiszpanii będąc szóstą siłą polityczną w kraju. Uzyskała 2 mandaty w PE. Najlepsze wyniki zanotowano w Kraj Basków (393 tys., 33,93% głosów – pierwsze miejsce w regionie), Katalonii (174 tys. i 6,06%), Nawarze (17 tys. i 5,7%) oraz Balearach (20 tys. głosów i 5,58%)
Na mocy porozumienia ugrupowań Josu Ortuondo objął mandat poselski na 5 lat. Drugi mandat uzyskali kandydaci nr 2 i 3 pod względem ilości oddanych głosów: Gorka Knörr (1999–2001) i Miquel Mayol (2001–2004). Wszyscy posłowie wszeli w skład frakcji Zieloni – Wolny Sojusz Europejski.